# لص البرق
لص البرق (بالإنجليزية: The Lightning Thief)‏؛ رواية مغامرة خيالية تستند إلى الميقولوجيا الإغريقية، من تأليف الروائي الأمريكي ريك ريوردان، صدرت في 1 مايو 2005. هذه هي الرواية الأولى من سلسلة بيرسي جاكسون والأولمبيين.